# Dianwan (köpinghuvudort i Kina, Shanxi Sheng, lat 39,99, long 112,87)
Dianwan (kinesiska: 店湾) är en köpinghuvudort i Kina. Den ligger i provinsen Shanxi, i den norra delen av landet, omkring 240 kilometer norr om provinshuvudstaden Taiyuan. Antalet invånare är 12 779. Befolkningen består av 6 290 kvinnor och 6 489 män. Barn under 15 år utgör 18,0 %, vuxna 15-64 år 75 %, och äldre över 65 år 6,0 %.
Runt Dianwan är det tätbefolkat, med 257 invånare per kvadratkilometer. Dianwan är det största samhället i trakten. Trakten runt Dianwan består i huvudsak av gräsmarker.
Genomsnittlig årsnederbörd är 632 millimeter. Den regnigaste månaden är juli, med i genomsnitt 177 mm nederbörd, och den torraste är december, med 3 mm nederbörd.